# Vladimir Smirnov (sportiv)
Vladimir Smirnov (n. 7 martie 1964, Щuчinsk⁠(d), RSS Kazahă, URSS) este un schior de fond ce a reprezentat Uniunea Republicilor Sovietice Socialiste, medaliat olimpic. A participat la 4 ediții ale Jocurilor Olimpice (1988, 1992, 1994, 1998) în care a câștigat o medalie de argint.